# 熱爾傑尼夫卡
48°42′59″N 29°23′17″E / 48.71639°N 29.38806°E
熱爾傑尼夫卡（烏克蘭語：Жерденівка），是烏克蘭的村落，位於該國西南部文尼察州，由海辛區負責管轄，始建於1700年，面積0.31平方公里，海拔高度234米，2001年人口836，人口密度每平方公里2,679.49人。